# Comité national de la conchyliculture
Pour les articles homonymes, voir CNC.
Le comité national de la conchyliculture (CNC) est une interprofession française, régi par le code rural et de la pêche maritime, à laquelle les membres des professions qui  se livrent aux activités de production, de distribution et de transformation des produits de la conchyliculture doivent  obligatoirement adhérer. Il est placé sous la tutelle du ministère de l'Agriculture et de l'Alimentation. 

## Historique
Le Syndicat Général de l’Ostréiculture et des Cultures Marines, créé dans les années 1930 a précédé le comité national actuel résultant de la loi du 2 mai 1991 relative à l'organisation interprofessionnelle des pêches maritimes et des élevages marins et à l'organisation de la conchyliculture.  Ce texte allait dans le sens de la politique européenne relative, à partir de 1983, aux captures et à l'organisation des marchés
La loi de 1991 est abrogée et remplacée  par celle du 27 juillet 2010 relative à la modernisation de l'agriculture et de la pêche.

## Composition et organisation
Le conseil du comité national comprend cinquante-huit membres titulaires (et un nombre égal de suppléants). Les membres sont nommés par arrêté du Ministre chargé de la mer et de la pêche. Ils sont renouvelables tous les 4 ans. Les membres du Comité représentent  les exploitants des diverses activités conchylicoles, formant la majorité des membres de ces organes ; des salariés employés à titre permanent dans ces exploitations ; des représentants des entreprises de la distribution et de la transformation des produits de la conchyliculture.
Pour assurer une représentation interprofessionnelle prenant en compte la diversité des activités le Conseil du CNC est divisé en 2 groupes :
- Un groupe  "production" (huîtres plates et creuses, moules et autres coquillages)
- Un groupe "distribution et transformation"[4], qui représente des entreprises de transformation et de la distribution des produits de la conchyliculture (notamment grossistes, poissonniers détaillants, restaurateurs, écaillers, grandes surfaces).

L’organisation interprofessionnelle de la conchyliculture comprend aussi 7 Comité Régionaux de la Conchyliculture (CRC) situés dans chaque région de production : Normandie-Mer du Nord, Bretagne Nord, Bretagne Sud, Pays de la Loire, Poitou-Charentes, Arcachon-Aquitaine et Méditerranée. 
Le président du comité, nommé par arrêté du 6 juin 2018, est  Philippe Le Gal, succédant à Philippe Ortin et à Gérald Viaud, démissionnaire. 

## Attributions
Le comité national ainsi que les comités régionaux de la conchyliculture ont pour missions de représenter le secteur et d'en promouvoir les activités ; de participer à l'organisation d'une gestion équilibrée des ressources ; de participer à la défense de la qualité des eaux conchylicoles ; de participer à l'amélioration des conditions de production  ; d'améliorer la connaissance du secteur conchylicole et de favoriser l'adaptation quantitative et qualitative de l'offre à la demande ;
d'harmoniser les pratiques de production et de commercialisation.
Les délibérations, adoptées à la majorité des membres du conseil, peuvent être rendues obligatoires par arrêté du ministre chargé des pêches maritimes et de l'aquaculture marine. 
Lorsque ces délibérations sont relatives aux normes de commercialisation des produits de la conchyliculture, elles peuvent être rendues obligatoires, pour une période maximale de trois ans. 
Les délibérations fixant le montant annuel des cotisations professionnelles font l'objet d'un avis publié au Journal officiel. 